# Don't Let Me Fall
Don't Let Me Fall è un brano musicale del rapper statunitense B.o.B, pubblicato come quarto singolo estratto dall'album B.o.B Presents: The Adventures of Bobby Ray il 30 novembre 2010 dall'etichetta discografica Atlantic.

## Tracce
Deluxe Single
1. Don't Let Me Fall - 4:35
2. Can I Fly? - 3:39
3. Don't Let Me Fall (Music Video) - 4:35
4. Can I Fly? (Music Video) - 3:39

## Classifiche
| Classifica (2011) | Posizione raggiunta |
| ----------------- | ------------------- |
| Canada            | 67                  |
| Stati Uniti       | 62                  |